# Bub
Bub (ros. Буб) – wieś (sieło) w Rosji, w Kraju Permskim, w rejonie siwińskim. W 2010 liczyła 987 mieszkańców.